# Sergei Anatoljewitsch Turyschew
Sergei Anatoljewitsch Turyschew (russisch Сергей Анатольевич Турышев; * 23. Juni 1985 in Kamen-Rybolow, Region Primorje) ist ein Skilangläufer aus Russland.

## Werdegang
Turyschew nimmt seit 2004 an Wettbewerben der FIS teil. Er startet dabei vorwiegend an Rennen des Skilanglauf-Eastern-Europe-Cups. Dabei holte er bisher zwei Siege und belegte in der Saison 2013/14 den ersten Platz in der Gesamtwertung. Bei der Winter-Universiade 2009 in Yabuli gewann er Gold im 15-km-Verfolgungsrennen und mit der Staffel und Silber über 10 km Freistil. Seinen ersten Weltcupeinsatz hatte er bei der Tour de Ski 2009/10, welchen er auf den 26. Platz beendete. Beim nachfolgenden Weltcuprennen in Rybinsk erreichte er mit dem neunten Platz im 30-km-Verfolgungsrennen erstmals eine Top-Zehn-Platzierung im Weltcup. Im März 2011 wurde er russischer Meister über 15 km. Im April 2014 gewann er in Petropawlowsk den Avacha Ski Marathon über 60 km Freistil. In der Saison 2014/15 errang er den 22. Platz bei der Nordic Opening in Lillehammer und den 25. Platz bei der Tour de Ski 2015. Seine bisher beste Platzierung bei einem Weltcupeinzelrennen ist der achte Platz, den er im Januar 2015 im Skiathlon in Rybinsk belegte. Im März 2015 siegte er beim Europe-Asia Ski Marathon in Jekaterinburg über 53 km Freistil und beim Demino Ski Marathon über 50 km Freistil. Nach Platz 12 bei der Nordic Opening in Ruka zu Beginn der Saison 2015/16, belegte er im Januar 2016 beim Eastern-Europe-Cup in Minsk den zweiten Platz über 10 km klassisch. Im folgenden Monat kam er beim Weltcup in Oslo auf den fünften Rang im 50-km-Massenstartrennen und in Falun auf den siebten Rang über 10 km klassisch. Zum Saisonende errang er den 22. Platz bei der Ski Tour Canada und erreichte den 25. Platz im Gesamtweltcup. Im April 2016 gewann er den Avacha Ski Marathon über 60 km Freistil.

## Siege bei Continental-Cup-Rennen
| Nr. | Datum             | Ort            | Disziplin       | Serie              |
| --- | ----------------- | -------------- | --------------- | ------------------ |
| 1.  | 24. November 2013 | Werschina Tjoi | 15 km Freistil  | Eastern Europe Cup |
| 2.  | 25. Dezember 2013 | Krasnogorsk    | 15 km klassisch | Eastern Europe Cup |

## Platzierungen im Weltcup

### Weltcup-Statistik
Die Tabelle zeigt die erreichten Platzierungen im Einzelnen.
- 1.–3. Platz: Anzahl der Podiumsplatzierungen
- Top 10: Anzahl der Platzierungen unter den ersten zehn
- Punkteränge: Anzahl der Platzierungen innerhalb der Punkteränge
- Starts: Anzahl gelaufener Rennen in der jeweiligen Disziplin
- Hinweis: Bei den Distanzrennen erfolgt die Einordnung gemäß FIS.

| Platzierung               | Distanzrennen a | Distanzrennen a | Distanzrennen a | Distanzrennen a | Distanzrennen a | Skiathlon Verfolgung | Sprint | Etappen- rennen b | Gesamt | Team c | Team c  |
| Platzierung               | ≤ 5 km          | ≤ 10 km         | ≤ 15 km         | ≤ 30 km         | > 30 km         | Skiathlon Verfolgung | Sprint | Etappen- rennen b | Gesamt | Sprint | Staffel |
| ------------------------- | --------------- | --------------- | --------------- | --------------- | --------------- | -------------------- | ------ | ----------------- | ------ | ------ | ------- |
| 1. Platz                  |                 |                 |                 |                 |                 |                      |        |                   |        |        |         |
| 2. Platz                  |                 |                 |                 |                 |                 |                      |        |                   |        |        |         |
| 3. Platz                  |                 |                 |                 |                 |                 |                      |        |                   |        |        |         |
| Top 10                    |                 |                 | 1               |                 |                 | 2                    |        |                   | 3      |        | 4       |
| Punkteränge               |                 |                 | 7               |                 | 1               | 5                    |        | 9                 | 22     |        | 5       |
| Starts                    |                 |                 | 10              | 2               | 1               | 5                    | 3      | 10                | 31     |        | 5       |
| Stand: Saisonende 2014/15 |                 |                 |                 |                 |                 |                      |        |                   |        |        |         |

### Weltcup-Gesamtplatzierungen
| Saison  | Gesamt | Gesamt | Distanz | Distanz | Sprint | Sprint |
| Saison  | Punkte | Platz  | Punkte  | Platz   | Punkte | Platz  |
| ------- | ------ | ------ | ------- | ------- | ------ | ------ |
| 2009/10 | 66     | 83.    | 43      | 64.     | 3      | 109.   |
| 2010/11 | 64     | 78.    | 36      | 57.     | -      | -      |
| 2011/12 | 347    | 27.    | 251     | 19.     | 8      | 87.    |
| 2012/13 | 156    | 47.    | 100     | 40.     | -      | -      |
| 2013/14 | 90     | 64.    | 72      | 43.     | -      | -      |
| 2014/15 | 160    | 41.    | 111     | 37.     | 7      | 81.    |
| 2015/16 | 318    | 25.    | 238     | 21.     | -      | -      |